# Universitat Popular (Catalunya)
Universitat Popular (UP) va ser la branca universitària de la Força Socialista Federal, activa a Catalunya des de 1963 a 1968. Comptava amb una organització pròpia i autònoma, amb vinculacions entre les direccions respectives però sense que hi hagués dirigisme d'una per l'altre. Tanmateix, a partir de 1966-1967, va tenir un paper decisiu en la autocrítica de la FSF i va portar a la desaparició d'ambdues a la primavera de 1968.

### Evolució
Nascuda a les mateixes dates que la FSF, el seu creixement va ser ràpid a partir d'una conjuntura general favorable, ja que durant els anys 1965-1966 el deteriorament del control franquista sobre la societat (que anava de la manifestació de sacerdots als carrers de Barcelona a les vagues al País Basc í Astúries) va atiar l'activisme universitari. La lluita contra el SEU i per a un sindicat lliure –SDEUB–, la Caputxinada i la reacció repressiva posterior; els plantejaments d'UP i la seva opció política alternativa a la del PSUC van disparar un creixement exponencial, fins al punt d'arribar a ser el grup hegemònic dins del moviment estudiantil barcelonès del 1967.
Amb la reacció de l'estat franquista el SDEUB no va poder aconseguir una reforma substancial del món universitari, i tampoc va poder enllaçar amb els moviments del camp obrer, per la qual cosa es va produir un procés de radicalització que es va revoltar tant contra les carències de la FSF com per les "estratègies reformistes carrillistes" del dirigisme del PSUC a les CCOO. A nivell intern, va iniciar un procés d'autocrítica contra la pròpia FSF que donà lloc a la seva ruptura i autodissolució (amb la creació de les CES, Comisiones de Estudiantes Socialistas, la transformació d'aquestes en els CHE-CHO, Comisiones de Huelga Estudiantil/Comisiones de Huelga Obreras i, finalment, del PCR, Partido Comunista Revolucionario).

### Sociologia del grup
Els inicis de l'acció universitària són, de fet, anteriors a la seva formalització com UP i corresponen a CC, amb una procedència significativa –però no exclusiva– de l'escoltisme i de moviments cristians. Des del curs 1957-58 tingueren lloc, d'altra banda, rutes universitàries a Montserrat, inspirades en experiències similars de l'estranger, que resultaren molt concorregudes. Organitzades inicialment pel CC, duraren fins al curs 1962-63. Les rutes permetien debats en un ambient obert sobre cultura, societat i política i van ser una eina inicial de sensibilització i captació de simpatitzants i militants. Inicialment amb un caràcter transversal on hi cabien les diverses opcions de l'oposició, les últimes edicions van ser molt dominades pel PSUC.
A partir de 1963 i, sobretot, del 1966, el grup d'UP es nodreix de contactes dins del moviment estudiantil a partir dels grups que treballen a les Facultats.

### Ideologia inicial
Progressivament es va conceptualitzar l'estudiant com a treballador intel·lectual: els estudiants, quan fan una carrera, fan una feina que ha de ser reconeguda i valorada, ja que també contribueix al desenvolupament social. Per aquesta raó era necessari que els estudiants poguessin rebre un salari per la seva feina, la qual cosa feia que l'estudiant no se sentís com a petit-burgés davant de la misèria generalitzada, i permetia establir proximitats amb els treballadors manuals que es començaven a organitzar al món obrer.
De la socialització de l'economia com a condició per l'assoliment d'una societat realment democràtica, comunitària i solidària, va evolucionar a un socialisme radical (amb anàlisis marxistes, però no estalinistes, simpatitzants amb el POUM històric i crítics amb el PSUC).
UP també va assumir l'estratègia de la FSF de les reivindicacions revolucionàries, no assumibles pel sistema, com a esglaó final de les reivindicacions purament sindicalistes.

### Crònica

#### Curs 1963-1964
Els primers militants de CC de les facultats, junt amb la Joventut Estudiantil d'Acció Catòlica, comencen per fer treball de formació i participar en les rutes universitàries, atents als esdeveniments de Cuba. Aviat s'inicia l'activitat política a la universitat, amb ressò de les manifestacions contra el SEU a Madrid i la celebració de la Primera Setmana de Renovació Universitària a Barcelona.

#### Curs 1964-1965
Creix l'agitació universitària: representants dels estudiants són elegits democràticament pels seus companys a Madrid, Barcelona, València, Bilbao i Sevilla; expulsen a Tierno Galván, Aranguren y García Calvo; hi ha manifestacions d'estudiants; el 17 de març es tanca l'edifici central de la Universitat de Barcelona i el 27 Dret i Econòmiques; totes les facultats es solidaritzen i hi ha vaga indefinida a Barcelona; l'Estat reacciona reorganitzant el SEU amb un decret fent algunes concessions al estudiants.
En aquesta situació UP treballa pel sindicat democràtic i es van ocupant càrrecs del SDEUB. Es formen petits grups a Arquitectura, Ciències, Medicina... Tanmateix els primers temps es continua fent molta tasca de formació personal (Grup d'Estudis, seminaris de marxisme, etc.) i poca acció política, encara que ja amb coordinació entre facultats.

#### Curs 1965-1966
Resultat de les eleccions del SEU a la tardor de 1965. La majoria del representants del districte són ocupats per elements demòcrates. L'any 1966 se celebren assemblees lliures d'estudiants, i el 9 de març, té lloc l'Assemblea Constituent del SDEUB, en l'acte conegut com la Caputxinada. El dia 11 al matí entra la policia als Caputxins sense cap manament judicial.
Però el dia 10 de març de 1966, s'havia constituït la Junta de Secretàries (fins aleshores tot el protagonisme havia estat masculí) del Districte i s'organitzen les ajudes i les manifestacions que es van fer a Barcelona. Es treballen relacions amb altres grups, contactes amb FOC i amb MSC, converses de fusió. Al final de curs la repressió continua amb els expedients universitaris; s'acaba el privilegi de milícies universitàries i els que estaven als Caputxins són enviats a l'Àfrica i altres destacaments durs.
Aquestes circumstàncies van afavorir el creixement d'UP, juntament amb una tàctica radical, manifestació de la qual va ser l'objectiu fixat al començament d'aquell curs: fer impossible el funcionament de la universitat burgesa i aconseguir que el règim es veiés forçat a tancar-la –la qual cosa explica la violència de l'atac al professor Francisco Canals, com a reacció per haver substituït en Manuel Sacristán a la Facultat d'Economia, violència mal rebuda pel col·lectiu universitari–. I com una pràctica més pels militants, la Coordinadora d'UP va establir fórmules en què estudiants d'una facultat anaven a tirar “octavetes” a una altra, prèvia passejada per conèixer els llocs (també durant aquest curs es va començar a col·laborar en el llançament de propaganda a Badalona o Sant Adrià).

#### Curs 1966-1967
És un curs mogut: setembre: 68 professors adjunts són expulsats de la UB.
A l'octubre de 66 el govern de l'Estat forma les APE (Asociación Profesional de Estudiantes), destinades a ser el recanvi del SEU, per parar el moviment sindical dels estudiants. I, en un nou intent d'agafar el control de la situació, el 13 d'octubre del 1966 envien Ortega Escós a Barcelona per presentar-les. Al Paranimf de la Universitat de Barcelona, Fernández Buey li comunica davant 2.000 estudiants que està tenint lloc una Assemblea de Districte i que a ell se’l deixava parlar només com a representant de la Facultat de Dret de Madrid. Dos dies després té lloc una assemblea a la Facultat de Medicina presidida pel delegat Robert Rodríguez Rosin. Les APA intenten presidir la taula, però alguns militants ho impedeixen i demanen a la gent que els faci fora de la Facultat. Efectivament es decidí no continuar el referèndum sobre les APE i declarar a Ortega persona non grata a la facultat. Va ser el final de l'experiment APE.
Novembre: detencions d'estudiants a la UB. Creixement del PSUC i manteniment del paper de FOC i FSF-UP com forces socialistes autogestionàries. El 30 de gener de 1967, té lloc la reunió a València de la Primera Reunió Coordinadora i Preparatòria del 'Congrés democràtic d'estudiants d'Espanya'. Detencions.
L'1 de febrer: el rector Valdecasas sanciona a tots els estudiants de Barcelona amb la pèrdua de matrícula. El 7 hi ha vaga general d'estudiants amb la participació d'un s 50.000. (sobre una població estudiantil de 70.000). Hi ha manifestacions d'estudiants cada vegada més coordinades amb les de CCOO.
Abril: Escissió dins del PSUC. “Ultres” i “evolucionistes”. En maig-juny es constitueix el grup Unidad (futur PCI, més tard Partido del Trabajo de España) a partir d'una escissió del PSUC.
11-13 de maig de 1967: tercera reunió coordinadora del Sindicat d'Estudiants. Hi assisteixen Barcelona, Madrid, Saragossa, Sevilla, València, Màlaga, Oviedo, Navarra, Universitat Pontifícia de Salamanca i La Laguna. S'hi aprovà un informe sobre la reforma Democràtica de la Universitat: “Una universitat democràtica: Resposta del estudiants a la llei que prepara l'administració”.
31 de maig: judici davant del TOP de representants del SDEUB.
Gener de 1967, el coordinador d'UP tenia convocades a casa seva la coordinadora d'UP i va ser detingut per la Brigada Política-social. La família va cremar tota la documentació que tenia a casa, destinada a ser traspassada a la nova coordinadora d'UP. Es va perdre documentació.
Setmana de Renovació Universitària, en que UP s'encarrega de coordinar reflexions polítiques a totes les facultats de Barcelona. Commemoració del 9 de març a tot el districte.
Estiu del 1967: Surt una declaració política del Comitè Central del PCE on fa autocrítica de la seva estratègia a la Universitat. Diu que no es pot limitar la lluita a la persecució de les llibertats democràtiques, sinó que també s'han de demanar “reivindicacions polítiques concretes” com havien fet “altres” grups a la Universitat.

#### Curs 1967-1968
Octubre 1967: Segons Colomer, creació per part de FSF-UP i FOC de les CES (Comissiones de Estudiantes Socialistes).
IV Reunió Coordinadora Preparatòria a Madrid del 10 al 12 octubre. Estudiants de Barcelona, Madrid, Oviedo, Santiago, Sevilla, València, Valladolid, Saragossa, Bilbao i Málaga.
Primera quinzena de novembre: Eleccions a Sindicat d'Estudiants, a Barcelona. La Junta de Delegats queda formada per: Xavier Bosch (Medicina), Mariona Petit (Ciències), Pere Riera (Arquitectura), Rosa Vilaró (Lletres), Antoni Zabalza (Econòmiques), Guillermina Roca (Enginyers) i Santi Giró (Belles Arts). “... la majoria parlamentària la tenien els delegats d'UP i FOC considerats en conjunt i el PSUC era en minoria.
29-30 de novembre: Intent de celebrar la V Reunió Coordinadora preparatòria SDEUB a Madrid, amb assistència de Barcelona, Madrid, Granada, Sevilla, València i Saragossa. Dura intervenció repressiva. Finalment va tenir lloc dies després, canviant de lloc tres vegades perquè la policia els anava al darrere. Per Barcelona hi assisteixen Carme Valls i Mariona Petit. A Barcelona es va dir que els havien detingut i es va fer vaga a tot el districte. La reunió es va centrar en convocar eleccions estudiantils a totes les universitats d'Espanya amb un criteri comú.
25 de gener de 1968: Detenció d'estudiants d'econòmiques amb l'excusa d'unes cançons i d'un full que havien escrit contra la càtedra d'Alfonso V de las Armas y de las Letras (que havia escrit UP).
27 de gener: Assemblea de Districte convocada a Econòmiques que s'acaba celebrant a Arquitectura. Entra la policia, recull els carnets de 137 estudiants i en deté 7. Inhabilitació per tres cursos i expulsió del districte a: Pere Riera, Xavier Berenguer, Xavier Bosch, Núria Vidal de Llobatera, i Pere de la Fuente. Inhabilitació de dos cursos i expulsió de districte a tots els altres estudiants menys els d'Arquitectura.
Detenció de representants estudiantils que preparen la Sexta Coordinadora a Sevilla.
Març: Suspensió de classes a Madrid.
Abril: Manifestacions d'estudiants a Barcelona.
Maig: el dia 1 hi ha manifestacions violentes a tot Espanya. Detenció dels estudiants d'Econòmiques Ricard Boix, Arcadi Oliveras i Pau Pons. Es constitueixen a les Facultats uns Comitès Primers de Maig (hi participen el FOC, UP i CES (Comisiones de Estudiantes Socialistas), els que acabaven de sortir del PCE(i) i que més tard formarien Bandera Roja, i bastants independents, però al marge del SDEUB).
Maig del 68 a Paris.

#### 1968-1969
“Al costat de la UER, l'altre grup que tingué un paper important en aquests primers mesos del curs 1968-1969 foren les Comisiones de Estudiantes Socialistas (CES), ja creades el curs anterior, durant el qual –com hem vist– havien dut a terme algunes iniciatives més o menys simbòliques, encara dintre del respecte al SDEUB, i que després de participar en les plataformes àmplies d'algunes facultats a l'estiu del 1968, decidiren d'actuar independentment.

### Publicacions periòdiques[12]
- I Els moviments universitaris de la postguerra a Barcelona, maig de 1965
- II [Aquesta segona part no ha estat recuperada]
- III Significació política de la lluita universitària, gener de 1966
- Acció Política 1, 1966 o 1967
- Acció Política 2, 1966 o 1967
- Acció Política 3, agost 1967
- Acció Política 4, agost 1967
- Acció Política 5, novembre 1967
- Acció Política 6, febrer 1968
- Acció Política 7, maig 1968
- Acció Política s/n, maig 1968
- Crítica socialista 1, juny 1967
- Crítica socialista 2, octubre 1967
- Crítica socialista 3, Febrero 1968

Acció Política és citat al Telediari i per en Lora Tamayo a les Corts: “reivindicacions inassimilables” que “se propondrían, no mejoras formales, sino transformaciones incompatibles con l'actual sistema y que a la vez sean suficientemente comprensibles y movilizadoras para la masa universitaria”.

### Crisi d'UP i evolució posterior
1. Al mes de març de 1967 es demana per part d'un grup de militants d'UP la convocatòria d'un Comitè Central en què es defineixi l'estratègia de fusions amb altres grups (FOC i AC) i es demana una posició clara davant les creixents lluites obreres i sindicals. (Segon Document dels tres documents de ruptura: “Convocatoria de la Comisión Central” o, en una altra versió “Convocatoria para la Comisión Central”, de març de 1967).[14]
2. Debats finals a la primavera de 1968. Reunió entre la direcció d'UP i de FSF. Es fa un Comunicat de la majoria del Comitè Central, en què va guanyar el grup d'UP, a la Assemblea de militants de FSF (tercer document dels tres documents de ruptura: “Comunicado de la mayoría del CC a la Asamblea”, aproximadament d'abril de 1968).[14] En ell es defineix el concepte de partit obrer i el subjecte de la revolució. El partit obrer és l'avantguarda revolucionària de la classe obrera encara inexistent, i el Subjecte de la revolució és la classe obrera. Per tant, es proposa la “prospecció i formació de quadres obrers” i que la branca universitària continuï al servei de la lluita obrera.
3. CHE-CHO. El llenguatge es va radicalitzar significativament.[15]
4. Novembre de 1968: Estudiants, entre els que hi participen membres de CHE, entren al Rectorat de la Universitat i es tira el bust de Franco per la finestra. L'endemà es declara l'Estat d'excepció.
5. Dissolució / transformació en PCR. Elaboració d'un document de 200 pàg. amb les propostes i programa polític del nou Partit. Primavera 1969: Guanya la idea que per poder guanyar al capitalisme i la burgesia hem de fer un Partit marxista leninista. Que els estudiants donin diners al Partit i que vagin a treballar a les fàbriques. “La dictadura del proletariat” es va fer realitat a molt petita escala. L'organització agrupava unes 80 a 100 persones.